# البحرين ووتش
البحرين ووتش هو بحث ودعوة تنظيم مكرس لقضايا تتعلق بالبحرين. في عام 2013 قاد البحرين ووتش حملة لمنع بيع 1.6 مليون قنبلة الغاز المسيل للدموع من كوريا الجنوبية إلى وزارة الداخلية في البحرين.
من بين أعضاء البحرين ووتش الناشط علي عبد الإمام.